# Liste der Bodendenkmäler in Lechbruck am See
Auf dieser Seite sind die Bodendenkmäler in der schwäbischen Gemeinde Lechbruck am See zusammengestellt. Diese Tabelle ist eine Teilliste der Liste der Bodendenkmäler in Bayern. Grundlage ist die Bayerische Denkmalliste, die auf Basis des Bayerischen Denkmalschutzgesetzes vom 1. Oktober 1973 erstmals erstellt wurde und seither durch das Bayerische Landesamt für Denkmalpflege geführt wird. Die folgenden Angaben ersetzen nicht die rechtsverbindliche Auskunft der Denkmalschutzbehörde.

## Bodendenkmäler der Gemeinde Lechbruck am See

### Bodendenkmäler in der Gemarkung Lechbruck am See
| Lage                        | Objekt                                         | Akten-Nr.     | Bild |
| --------------------------- | ---------------------------------------------- | ------------- | ---- |
| Lechbruck am See (Standort) | Straße der römischen Kaiserzeit (Via Claudia). | D-7-8230-0028 |      |
| Lechbruck am See (Standort) | Mittelalterlicher Burgstall.                   | D-7-8330-0040 |      |